# 이하림
이하림(1997년 6월 27일~)은 대한민국의 유도 선수이다. 2018년 아시안 게임에서 엑스트라라이트급(-60kg급) 동메달을 획득했으며 2022년 아시안 게임에서 (-60kg급) 은메달을 획득했다.